# Bois-lès-Pargny
Bois-lès-Pargny és un municipi francès situat al departament de l'Aisne i a la regió dels Alts de França. L'any 2007 tenia 168 habitants.

## Demografia

### Població
El 2007 la població de fet de Bois-lès-Pargny era de 168 persones. Hi havia 61 famílies de les quals 16 eren unipersonals (8 homes vivint sols i 8 dones vivint soles), 16 parelles sense fills, 25 parelles amb fills i 4 famílies monoparentals amb fills.
La població ha evolucionat segons el següent gràfic:
Habitants censats

### Habitatges
El 2007 hi havia 84 habitatges, 70 eren l'habitatge principal de la família, 7 eren segones residències i 7 estaven desocupats. Tots els 84 habitatges eren cases. Dels 70 habitatges principals, 63 estaven ocupats pels seus propietaris, 5 estaven llogats i ocupats pels llogaters i 2 estaven cedits a títol gratuït; 4 tenien dues cambres, 14 en tenien tres, 17 en tenien quatre i 34 en tenien cinc o més. 54 habitatges disposaven pel capbaix d'una plaça de pàrquing. A 30 habitatges hi havia un automòbil i a 33 n'hi havia dos o més.

### Piràmide de població
La piràmide de població per edats i sexe el 2009 era:
| Homes | Edats   | Dones |
| ----- | ------- | ----- |
| 0     | 95 o +  | 0     |
| 0     | 90 a 94 | 0     |
| 4     | 85 a 89 | 0     |
| 0     | 80 a 84 | 8     |
| 4     | 75 a 79 | 8     |
| 12    | 70 a 74 | 0     |
| 0     | 65 a 69 | 0     |
| 4     | 60 a 64 | 4     |
| 0     | 55 a 59 | 8     |
| 0     | 50 a 54 | 4     |
| 4     | 45 a 49 | 4     |
| 4     | 40 a 44 | 4     |
| 12    | 35 a 39 | 8     |
| 4     | 30 a 34 | 4     |
| 4     | 25 a 29 | 16    |
| 0     | 20 a 24 | 0     |
| 4     | 15 a 19 | 0     |
| 0     | 10 a 14 | 0     |
| 4     | 5 a 9   | 8     |
| 8     | 0 a 4   | 0     |

## Economia
El 2007 la població en edat de treballar era de 114 persones, 83 eren actives i 31 eren inactives. De les 83 persones actives 75 estaven ocupades (43 homes i 32 dones) i 8 estaven aturades (2 homes i 6 dones). De les 31 persones inactives 10 estaven jubilades, 9 estaven estudiant i 12 estaven classificades com a «altres inactius».

### Ingressos
El 2009 a Bois-lès-Pargny hi havia 78 unitats fiscals que integraven 203 persones, la mediana anual d'ingressos fiscals per persona era de 16.814 €.

### Activitats econòmiques
Dels 6 establiments que hi havia el 2007, 3 eren d'empreses de construcció, 1 d'una empresa de comerç i reparació d'automòbils, 1 d'una empresa d'hostatgeria i restauració i 1 d'una entitat de l'administració pública.
Dels 4 establiments de servei als particulars que hi havia el 2009, 1 era un guixaire pintor, 1 lampisteria, 1 electricista i 1 restaurant.
L'any 2000 a Bois-lès-Pargny hi havia 4 explotacions agrícoles que ocupaven un total de 632 hectàrees.

## Poblacions més properes
El següent diagrama mostra les poblacions més properes.